# Digne-les-Bains-Est (tổng)
Tổng Digne-les-Bains-Est là một tổng ở tỉnh Alpes-de-Haute-Provence trong vùng Provence-Alpes-Côte d'Azur của Pháp.

## Hành chính
| Giai đoạn | Ủy viên       | Đảng | Tư cách |
| --------- | ------------- | ---- | ------- |
| 2008-2014 | René Massette | PS   |         |
| 2001-2008 | René Massette | PS   |         |

## Các đơn vị hành chính
Tổng Digne-les-Bains-Est gồm 4 xã với dân số 9 587 người (điều tra năm 1999, dân số không tính trùng)
| Xã                    | Dân số    | Mã bưu chính | Mã insee |
| --------------------- | --------- | ------------ | -------- |
| Digne-les-Bains       | 8 843 (1) | 04000        | 04070    |
| Entrages              | 85        | 04000        | 04074    |
| Marcoux               | 402       | 04420        | 04113    |
| La Robine-sur-Galabre | 257       | 04000        | 04167    |

(1) một phần của xã

## Thông tin nhân khẩu
| 1962                                                     | 1968 | 1975 | 1982 | 1990  | 1999  |
| -------------------------------------------------------- | ---- | ---- | ---- | ----- | ----- |
| -                                                        | -    | -    | -    | 9 953 | 9 587 |
| Nombre retenu à partir de 1962 : dân số không tính trùng |      |      |      |       |       |